# 莫志伟
莫志伟（葡萄牙語：Mok Chi Wai，？—），男，汉族，中华人民共和国政治人物。现任澳门中华总商会副理事长，全国工商联常委。第十四届全国政协委员。